# Munjuljaya
Munjuljaya is een bestuurslaag in het regentschap Purwakarta van de provincie West-Java, Indonesië. Munjuljaya telt 17.475 inwoners (volkstelling 2010).